# Florin Mergea
Florin Mergea (* 26. Januar 1985 in Craiova) ist ein ehemaliger rumänischer Tennisspieler.

## Karriere
Florin Mergea spielt hauptsächlich Doppel. So gewann er mit wechselnden Partnern 14 Turniere auf der ATP Challenger Tour, davon vier mit seinem Landsmann Horia Tecău. Zuvor konnte Mergea in seiner Juniorenkarriere große Erfolge feiern. Er gewann den Juniorentitel beim Grand-Slam-Turnier in Wimbledon 2003 im Finale gegen Chris Guccione und stand im selben Jahr im Finale der Australian Open, das er gegen Marcos Baghdatis verlor. 2002 und 2003 gewann er außerdem mit Horia Tecău die Doppelkonkurrenz der Junioren in Wimbledon. Zudem erreichten sie in den beiden Jahren jeweils das Finale der Australian Open und standen längere Zeit zusammen an der Spitze der Doppel-Weltrangliste.
Nach seinem Turniersieg 2013 im Doppel zusammen mit Lukáš Rosol in Wien verlief die Saison 2014 noch erfolgreicher. Mit Oliver Marach gewann er in Viña del Mar seinen zweiten Titel, während er mit Marin Draganja ins Halbfinale der French Open einzog und das Turnier in Hamburg gewann. Gemeinsam mit Horia Tecău gewann er bei den Olympischen Spielen in Rio de Janeiro die Silbermedaille in der Doppelkonkurrenz.
Von 2003 bis 2019 spielte Florin Mergea für die rumänische Davis-Cup-Mannschaft. Er wurde 19-mal nominiert und bestritt in 18 Begegnungen insgesamt 17 Doppel- und drei Einzelpartien.

## Erfolge
| Legende (Anzahl der Siege)      |
| Grand Slam                      |
| Olympische Spiele               |
| ATP World Tour Finals           |
| ATP World Tour Masters 1000 (1) |
| ATP World Tour 500 (2)          |
| ATP World Tour 250 (4)          |
| ATP Challenger Tour (17)        |

| ATP-Titel nach Belag |
| Hartplatz (1)        |
| Sand (6)             |
| Rasen (0)            |

### Doppel

#### Turniersiege

##### ATP World Tour
| Nr. | Datum            | Turnier      | Belag         | Partner              | Finalgegner                       | Ergebnis          |
| --- | ---------------- | ------------ | ------------- | -------------------- | --------------------------------- | ----------------- |
| 1.  | 20. Oktober 2013 | Wien         | Hartplatz (i) | Lukáš Rosol          | Julian Knowle Daniel Nestor       | 7:5, 6:4          |
| 2.  | 8. Februar 2014  | Viña del Mar | Sand          | Oliver Marach        | Juan Sebastián Cabal Robert Farah | 6:3, 6:4          |
| 3.  | 20. Juli 2014    | Hamburg      | Sand          | Marin Draganja       | Alexander Peya Bruno Soares       | 6:4, 7:5          |
| 4.  | 10. Mai 2015     | Madrid       | Sand          | Rohan Bopanna        | Marcin Matkowski Nenad Zimonjić   | 6:2, 6:75, [11:9] |
| 5.  | 14. Juni 2015    | Stuttgart    | Sand          | Rohan Bopanna        | Alexander Peya Bruno Soares       | 5:7, 6:2, [10:7]  |
| 6.  | 25. April 2016   | Bukarest     | Sand          | Horia Tecău          | Chris Guccione André Sá           | 7:5, 6:4          |
| 7.  | 30. April 2017   | Barcelona    | Sand          | Aisam-ul-Haq Qureshi | Philipp Petzschner Alexander Peya | 6:4, 6:3          |

##### ATP Challenger Tour
| Nr. | Datum              | Turnier             | Belag         | Partner               | Finalgegner                         | Ergebnis           |
| --- | ------------------ | ------------------- | ------------- | --------------------- | ----------------------------------- | ------------------ |
| 1.  | 8. August 2004     | Timișoara           | Sand          | Horia Tecău           | Marius Călugăru Ciprian Porumb      | 6:3, 6:3           |
| 2.  | 9. Oktober 2004    | Rom                 | Sand          | Werner Eschauer       | Francesco Aldi Francesco Piccari    | 65:7, 6:3, 6:0     |
| 3.  | 30. Juni 2007      | Almaty              | Sand          | Teodor-Dacian Crăciun | Alexei Kedrjuk Alexander Kudrjawzew | 6:2, 6:1           |
| 4.  | 9. September 2007  | Brașov (1)          | Sand          | Horia Tecău           | Adrian Cruciat Marcel-Ioan Miron    | 5:7, 6:3, [10:8]   |
| 5.  | 2. März 2008       | Cherbourg-Octeville | Hartplatz (i) | Horia Tecău           | Jean-Claude Scherrer Márcio Torres  | 7:5, 7:5           |
| 6.  | 16. Mai 2008       | Marrakesch          | Sand          | Frederico Gil         | James Auckland Jamie Delgado        | 6:2, 6:3           |
| 7.  | 28. Juni 2008      | Constanța           | Sand          | Horia Tecău           | Júlio Silva Simone Vagnozzi         | 6:4, 6:2           |
| 8.  | 10. September 2011 | Brașov (2)          | Sand          | Victor Anagnastopol   | Dušan Lojda Benoît Paire            | 6:2, 6:3           |
| 9.  | 29. Juli 2012      | Oberstaufen         | Sand          | Andrei Dăescu         | Andrei Kusnezow Jose Statham        | 7:64, 7:61         |
| 10. | 25. August 2012    | Segovia             | Hartplatz     | Stefano Ianni         | Konstantin Krawtschuk Frank Moser   | 6:2, 6:3           |
| 11. | 1. September 2012  | Como                | Sand          | Philipp Marx          | Colin Ebelthite Jaroslav Pospíšil   | 6:4, 4:6, [10:4]   |
| 12. | 14. Oktober 2012   | Rennes (1)          | Hartplatz (i) | Philipp Marx          | Tomasz Bednarek Mateusz Kowalczyk   | 6:3, 6:2           |
| 13. | 13. Oktober 2013   | Rennes (2)          | Hartplatz (i) | Oliver Marach         | Nicholas Monroe Simon Stadler       | 6:4, 3:6, [10:7]   |
| 14. | 3. November 2013   | Genf                | Hartplatz (i) | Oliver Marach         | František Čermák Philipp Oswald     | 6:4, 6:3           |
| 15. | 4. August 2019     | Sopot               | Sand          | Andre Begemann        | Karol Drzewiecki Mateusz Kowalczyk  | 6:1, 3:6, [10:8]   |
| 16. | 18. August 2019    | Meerbusch           | Sand          | Andre Begemann        | N. Sriram Balaji Vishnu Vardhan     | 7:61, 6:74, [10:3] |
| 17. | 1. September 2019  | Como                | Sand          | Andre Begemann        | Fabrício Neis Pedro Sousa           | 5:7, 7:5, [14:12]  |

#### Finalteilnahmen
| Nr. | Datum             | Turnier        | Belag         | Partner        | Finalgegner                   | Ergebnis          |
| --- | ----------------- | -------------- | ------------- | -------------- | ----------------------------- | ----------------- |
| 1.  | 17. Januar 2015   | Auckland       | Hartplatz     | Dominic Inglot | Raven Klaasen Leander Paes    | 6:71, 4:6         |
| 2.  | 8. Februar 2015   | Montpellier    | Hartplatz (i) | Dominic Inglot | Marcus Daniell Artem Sitak    | 6:3, 4:6, [14:16] |
| 3.  | 11. April 2015    | Casablanca     | Sand          | Rohan Bopanna  | Rameez Junaid Adil Shamasdin  | 6:3, 2:6, [7:10]  |
| 4.  | 21. Juni 2015     | Halle          | Rasen         | Rohan Bopanna  | Raven Klaasen Rajeev Ram      | 6:75, 2:6         |
| 5.  | 22. November 2015 | London         | Hartplatz (i) | Rohan Bopanna  | Jean-Julien Rojer Horia Tecău | 4:6, 3:6          |
| 6.  | 16. Januar 2016   | Sydney         | Hartplatz     | Rohan Bopanna  | Jamie Murray Bruno Soares     | 3:6, 6:76         |
| 7.  | 8. Mai 2016       | Madrid         | Sand          | Rohan Bopanna  | Jean-Julien Rojer Horia Tecău | 4:6, 6:75         |
| 8.  | 12. August 2016   | Rio de Janeiro | Hartplatz     | Horia Tecău    | Rafael Nadal Marc López       | 2:6, 6:3, 4:6     |

## Ehrungen
Mergea wurde 2003 zum Ehrenbürger von Târgu Jiu ernannt.